# Агапий II (патриарх Антиохийский)
Агапий II (греч. Αγάπιος Β΄) — патриарх Антиохийский (22 января 978 — сентябрь 996).

## Биография
До назначения патриархом Агапий был епископом Верии (Халеба), летом 976 года горожане составили список кандидатов для замещения Антиохийского престола, после кончины в Тарсе патриарха Феодора II . Агапий повез письмо в Константинополь Василию II, куда было вписано и его имя. В процессе переговоров Агапий обещал императору, что по возвращении в Антиохию он склонит магистра армии Убейд-аллаха (Абдаллаха Мунтасира), к повиновению царю и устранению Варды Склира, с восстановлением имени царя в эктении, так как к этому времени территория Антиохия вышла из-под контроля императора, присоединившись к мятежу Варды. Агапий, переодевшись монахом отправился в Антиохию спрятав собственноручно написанное письмо императора в деревянный оклад рукописи святого писания, так что письмо было незаметно. Встретившись наедине с Убейд-аллахом и показав письмо царя, склонил его на сторону Василия II.
22 января 978 года Убейд-аллах провозгласил Василия II царем, отверг имя Склира и назначил Агапия патриархом Антиохии.
Агапий известен своей перепиской с Александрийским патриархом Илиёй I, последний оспаривал каноничность избрания первого. Карьера Агапия шла в духе перехода к лучшему и высшему, он считался мастером политических интриг.
В 987 году Агапий тайно присоединяется к заговору Варды Фоки Младшего против Василия II, о чём свидетельствует письмо найденное в одном из сундуков Варды Фоки, где Агипий одобряет взгляды и подкрепляет решение Фоки по поводу «одного дела». 8 марта 989 года Лев, сын Варды Фоки, исхитрившись, пригласил Агапия с его приближенными на откровенный разговор за город, но по окончании переговоров Лев воспрепятствовал возвращению Агапия и его приближенных в город. 29 октября 989 года Агапий поднимает восстание антиохийцев против Льва Фоки, укрепившегося в башне на высшем месте стены со стороны горы. Тем самым Агапий снова меняет свою приверженность власти и демонстрирует Василию II свою преданность.
Гнев императора вылился в распоряжение доставить Агапия в Константинополь и содержать его под домашним арестом в деревне Космидион в монастыре святых Косьмы и Демьяна. В сентябре 996 года Агипий после продолжительных уговоров императора подал в отставку. Агапий получил приличную пенсию, целый монастырь в управление, но разночтение не дает точного названия и существует две версии перевода монастырь Афридинон или Пикридион, «с которого он будет ежегодно получать кинтар динаров». Патриарх Агапий умер 19 сентябре 997 года, он патриаршил 18 лет, 7 месяцев и 17 дней.